# 日産愛媛自動車大学校
専門学校日産愛媛自動車大学校（せんもんがっこうにっさんえひめじどうしゃだいがっこう）は、日産自動車系の専修学校。自動車整備士の養成を目的として設立された。

## 概観
1977年、日産自動車の愛媛県での地場独立資本の販売会社「日産サニー愛媛販売」(→日産サティオ愛媛→愛媛日産自動車。日産サティオ愛媛が旧愛媛日産自動車を合併して愛媛日産自動車に商号変更)によって「愛媛自動車工業専門学校」の名称で設立。1987年に「日産愛媛自動車工業専門学校」、2005年に「日産愛媛整備専門学校」、2007年に現学校名に名称変更されているように、中国・四国・九州地方で唯一の日産自動車直系の自動車整備士養成学校としての役割を担っている。
同じ日産自動車系の専門学校としては、他に日産自動車直轄の日産横浜自動車大学校、学校法人日産学園が運営する日産栃木自動車大学校/日産愛知自動車大学校/日産京都自動車大学校がある。
設立当初は学校法人立ではなく、愛媛日産を経営する岡家が運営していたが、2018年4月に新規学校法人「愛自学園」を設立し、当該法人の運営に移行した。校長に、日産自動車出身の「分部庸子」が就任し、前校長の「岡豊」（愛媛日産社長。日産サニー愛媛および学校創設者「岡勉」の息子）は理事長となった。

## 概要
- 所在地 - 愛媛県松山市宮西2-8-27

## 設置学科
- 一級自動車整備士コース（4年制、高度専門士）
- 二級自動車整備士コース（2年制、専門士）

## 資格取得
- 一級自動車整備士
- 二級自動車整備士

## 関連会社・施設
- 城西自動車学校
- 日産部品西四国販売
- 愛媛日産自動車
- 日産カーテクノ愛媛
- 松山聖陵高等学校 - 自動車工学科が本校と連携している。1986年より岡家が学園経営を行っており(設置者は、学校法人 松山聖陵学園[3]）、現在は愛媛日産社長の「岡豊」が理事長職に就いている。